# مارك ماكورماك (دراج)
مارك ماكورماك (بالإنجليزية: Mark McCormack)‏ هو دراج أمريكي، ولد في 15 سبتمبر 1970 في بليموث في الولايات المتحدة.

## وصلات خارجية
- مارك ماكورماك على موقع أرشيف الدراجات (الإنجليزية)
- مارك ماكورماك على موقع إحصائيات الدراجات الإحترافية (الإنجليزية)